# Sylvicapra grimmia
El duiker común o duiker gris (Sylvicapra grimmia) es el único miembro del género Sylvicapra. Ampliamente distribuido por el África subsahariana.
Es un pequeño antílope con cuernos pequeños que se encuentran en el oeste, centro, este y sur de África normalmente por todo el sur del Sahara, excluyendo las selvas tropicales de las zonas central y occidental del continente. Por lo general, se encuentran en hábitats con suficiente cobertura vegetal para permitir poderse esconder en la sabana y zonas montañosas, incluidos en los márgenes de los asentamientos humanos.

## Descripción

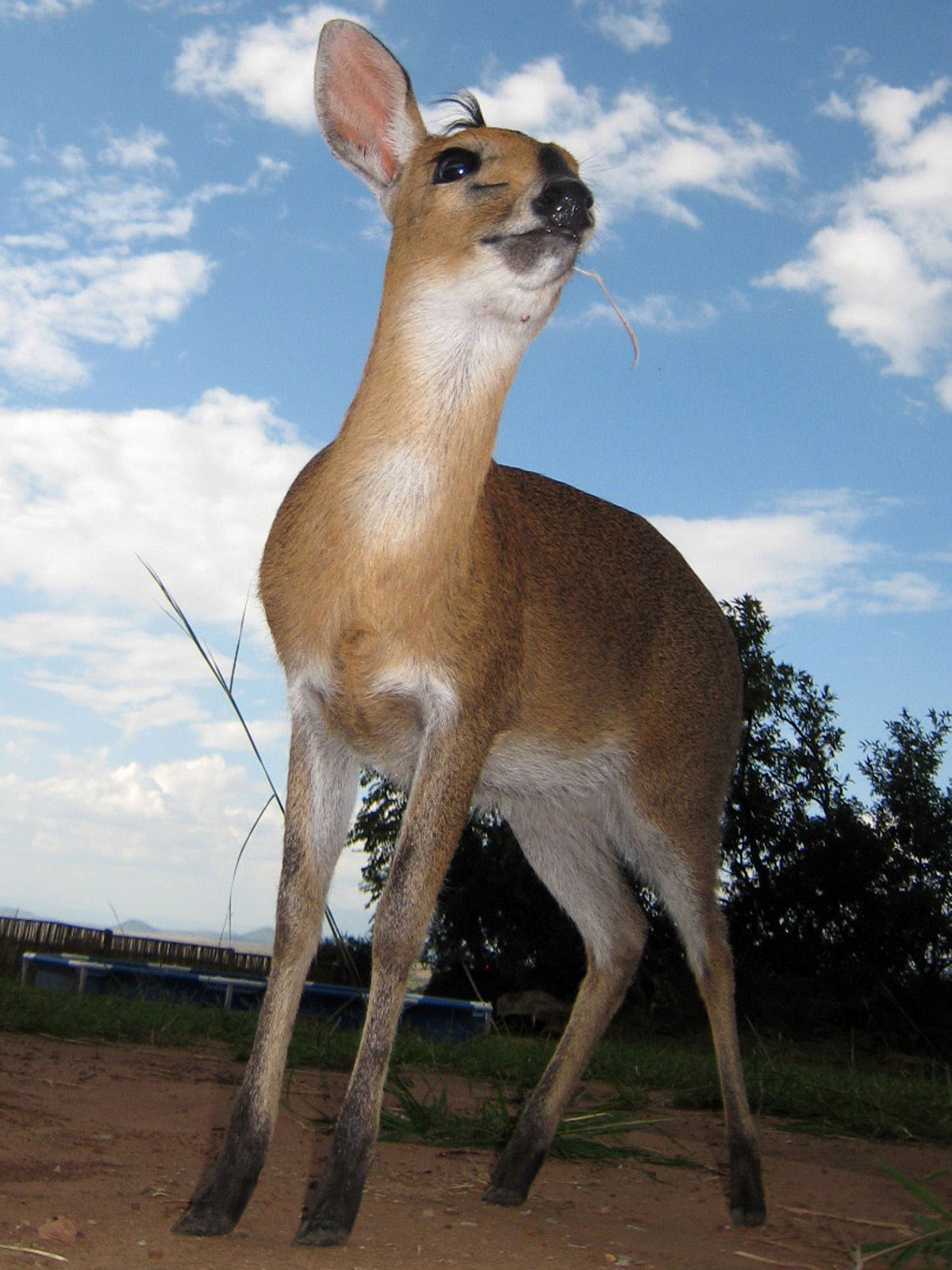
Joven macho en el parque nacional del Valle de Kidepo, Uganda.

El color de esta especie varía ampliamente sobre su vasta área de distribución geográfica. Nada menos que 19 subespecies se cree que existen, que van desde la castaña en las zonas boscosas de Angola a gris canoso en las sabanas del norte y los tonos de color marrón claro en las regiones áridas. Crece hasta unos 50 cm (20 pulgadas) de altura y por lo general pesa de 12 a 25 kg (26 a 55 libras); aunque las hembras son generalmente más grandes y más pesadas que los machos. Los cuernos de los machos pueden crecer hasta 11 cm (4,3 pulgadas) de largo.

## Comportamiento
La época de apareamiento dura todo el año y la hembra da a luz después de un período de gestación que se estima en 3,0-7,5 meses. El duiker común tiene una dieta amplia; más allá de su alimentación herbívora de hojas, flores, frutas y tubérculos, también se alimentan de insectos, ranas, pequeñas aves y los mamíferos, e incluso carroña. Siempre que tengan vegetación para comer (de la que consiguen un agua), pueden estar sin beber períodos muy largos. En la temporada de lluvias, con frecuencia no beben agua, ya que en su lugar obtienen dicho agua a partir de las frutas. A menudo recogen estos frutos debajo de árboles donde los monos se alimentan. Son activos tanto de día como de noche, pero se vuelven más nocturnos cerca de los asentamientos humanos.
Los machos son territoriales y marcan sus territorios tanto en rocas como árboles; sus lugares de descanso preferidos son generalmente terrenos elevados, donde pueden observar su territorio. Las hembras, por el contrario, prefieren zonas más profundas. El éxito total de esta especie se debe a su capacidad de habitar una amplia variedad de hábitats, así como de su capacidad de adaptación, y su dieta generalizada.

## Subespecies
Existen al menos 19 subespecies de duiker común:
- S. g. grimmia, Linnaeus, 1758 (África meridional, desde Sudáfrica hasta la zona meridional de la República Democrática del Congo);
- S. g. altivallis, Heller, 1912 (Monte Kenia);
- S. g. caffra, Fitzinger, 1869 (Sudáfrica, Namibia, Lesotho, Botsuana, Suazilandia, Zimbabue, Zambia y Angola);
- S. g. campbelliae, Gray, 1843 (África occidental, desde Senegal hasta  Nigeria);
- S. g. coronata, Gray, 1842 (desde Gambia hasta Chad y República Democrática del Congo);
- S. g. hindei, Wroughton, 1910 (Sudán sudoriental, Etiopía, Somalia meridional, República Democrática del Congo nororiental, Uganda, Kenia y Tanzania);
- S. g. lobeliarum, Lönnberg, 1919 (Monte Elgon);
- S. g. madoqua, Rüppell, 1836 (Etiopía);
- S. g. nyansae, Neumann, 1905 (Kenia);
- S. g. orbicularis, Peters, 1852 (Malawi y Mozambique);
- S. g. pallidior, Schwarz, 1914 (República Centroafricana);
- S. g. splendidula, Gray, 1891 (Gabón, Angola y República Democrática del Congo sudoriental);
- S. g. steinhardti, Zukowsky, 1924 (Mozambique, Malawi, Zambia, Angola sudoriental, República Democrática del Congo sudoriental, Zimbabue, Botsuana, Namibia y Sudáfrica).